# Разрешилица
Разрешилица (♮) је знак у музичкој нотацији који негира дејство повисилице или снизилице која се налази у истој празнини или
линији нотног система.

## Запис
Разрешилица се бележи тако да површина коју обухватају њене четири линије обухвата линију или празнину на којима се налази тон којег треба „разрешити“. Уколико се пише
изван граница нотног система, треба писати помоћне линије као и код нота.

## Употреба
Разрешилица се користи на неколико места у музичким делима:
- За разрешење тонова у оквиру једног такта, при чему има смисла употребити је само на оним тоновима који су повишени или снижени, јер на остале нема ефекта.
- За експлицитно означавање престанка важења предзнака једног тоналитета. Као на слици испод

Разрешилицама на местима тонова ха, е и а се експлицитно

назначило да претходни предзнаци Ес-дура односно це-мола више не важе, након чега се наводе нови предзнаци Е-дура односно цис-мола.